# Айвен Фредерік

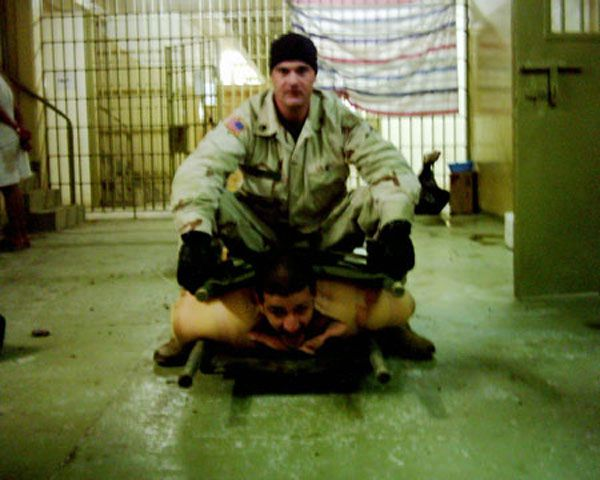
Фредерік сидить на іракському ув'язненому між двома носилками у в'язниці Абу-Грейб.

Айвен «Чіп» Фредерік II (нар. в 1966 році) — колишній американський військовий, який був відданий під трибунал за знущання над в'язнями після скандалу з тортурами ув'язнених в Абу-Грейб у 2003–2004 роках. Разом з іншими солдатами його армійського резерву, 372 роти військової поліції, Фредеріка звинуватили в тому, що він дозволяв і чинив сексуальне, фізичне та психологічне насильство над іракськими ув'язненими в’язниці Абу-Грейб, сумнозвісній в’язниці в Багдаді під час окупації Іраку Сполученими Штатами. У травні 2004 року Фредерік визнав себе співучасником злочину, винним у невиконанні службових обов'язків, жорстокому поводженні із затриманими, нападі та непристойних діях. Його засудили до 8 років ув'язнення, позбавлення звання і зарплати, а також був звільнений з ганьбою. Він був умовно-достроково звільнений у жовтні 2007 року після чотирьох років ув'язнення.
Фредерік був штаб-сержантом і старшим солдатом у в'язниці з жовтня по грудень 2003 року. До відправлення в Ірак Фредерік працював тюремним наглядачем в Букінгемському виправному центрі в Діллвіні, штат Вірджинія.

## Подальше читання
- Зімбардо, Філіп (2007). The Lucifer effect: How good people turn evil [Ефект Люцифера. Чому хороші люди чинять зло]. Rider. ISBN 978-1-84604-103-7. Процитовано 11 січня 2009.